# ميانق (السياني)

تعديل مصدري - تعديل

ميانق هي إحدى قرى عزلة الدامغ بمديرية السياني التابعة لمحافظة إب، بلغ تعداد سكانها 496 نسمة حسب تعداد اليمن لعام 2004.